# Протестантизм в Чили

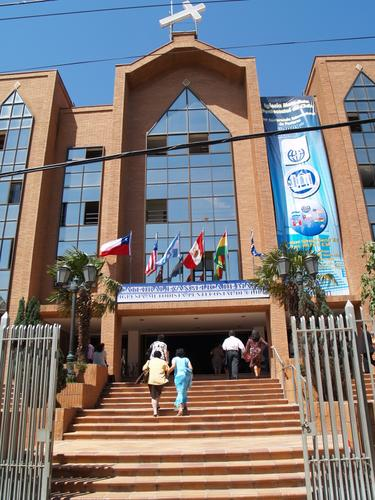
Методистская церковь в Майпу

Протестантизм в Чили — одно из направлений христианства в стране. По данным всеобщей переписи населения в 2012 году протестанты составляли 16,62 % населения Чили. В ходе опроса, проведённого сотрудниками исследовательского проекта Всемирный обзор ценностей в 2006 году протестантами себя назвали 17 % чилийцев.
Численность протестантов и их доля в общем населении страны неуклонно росла последние сто лет. По данным переписей населения в 1920 году протестанты составляли 1,44 % жителей Чили, в 1940 — 2,34 %; в 1970 — 6,18 %; в 1992 — 12,4 %; в 2002 — 15,1 %. При этом, большинство чилийских протестантов являются новообращёнными; данные Центра публичных исследований за 1990-91 года показывают, что лишь 38 % протестантов были протестантами с детства, остальные перешли в протестантизм из католичества.
В 2000 году в Чили действовало свыше 17 тыс. протестантских церквей и мест богослужения; в 2010 году эта цифра выросла до 21 тыс. церквей. Организационно, протестанты Чили объединены в 107 деноминаций (союзов церквей).
По этнической принадлежности большинство протестантов Чили — чилийцы, преимущественно среднего и низкого достатка. При этом, процент протестантов среди некоторых индейских народов (мапуче, кечуа и аймара) выше, чем средний по стране. Протестантами являются также большинство живущих в Чили немцев, американцев и англичан. Географически, протестанты распространены по всей стране, однако наибольшего присутствия они добились в трёх центральных областях: Био-Био (31 % населения области), Араукании (27 %) и Лос-Риос (27 %). Доля протестантов среди молодёжи и представителей среднего возраста заметно выше, чем среди лиц старше 60 лет.

## Исторический обзор

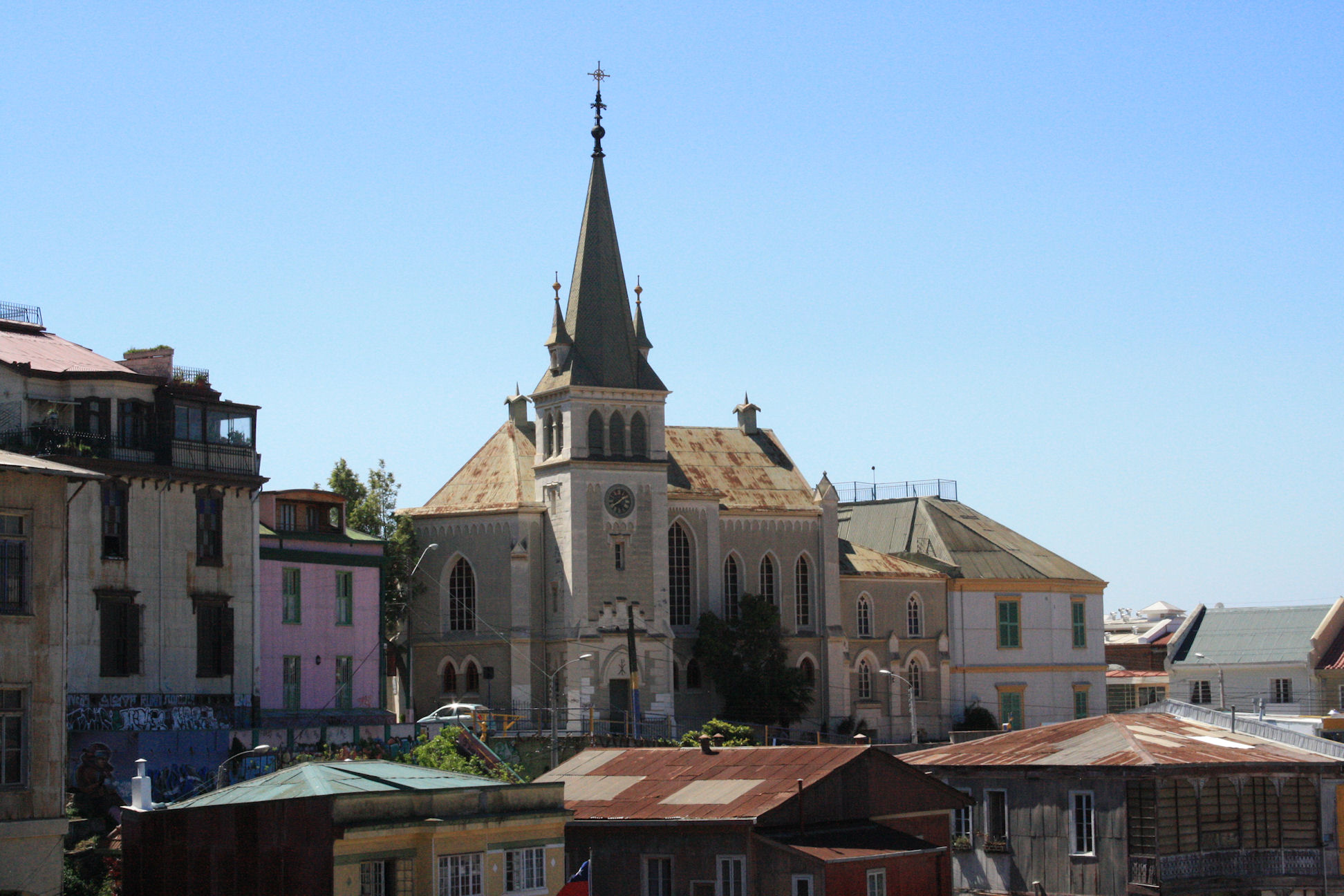
Лютеранская церковь в Вальпараисо, построенная в 1897 году

В июне 1821 года шотландец Джеймс Томпсон (1778—1854), представитель Британского и иностранного библейского общества прибыл в Чили, будучи приглашённым создать в стране школы с ланкастерской системой образования. Однако деятельность Томпсона встретила решительный отпор со стороны католической церкви и её консервативных сторонников в правительстве. Возражения католиков были направлены как на создание не-католических общеобразовательных школ, так и на попытки Томпсона распространять «протестантские» Библии. Обескураженный, Томпсон покинул Чили через год.
Первое протестантское богослужение в Чили провели иностранцы-англикане в 1825 году в Вальпараисо. В 1837 году в этот же город прибыл англиканский капеллан Джон Роулендсон, начавший проводить постоянные богослужения на английском языке в собственном доме. В 1858 году англикане получили разрешение построить в Вальпараисо церковь св. Петра.
В 1838 году отставной офицер британского флота Аллен Гардинер (1794—1851) начал миссионерское служение среди арауканских индейцев на реке Био-Био в южной части Чили. В 1844 году в Англии Гардинер основывает Патагонское миссионерское общество, которое финансирует миссионерскую поездку Гардинера и его команды на Огненную Землю в 1850 году. Однако, из-за голода, в сентябре 1851 году миссионеры погибают. Трагическая гибель миссионерской команды Гардинера шокировало британское общество; Патагонское миссионерское общество получило значительные пожертвования (среди жертвователей был Чарльз Дарвин) и продолжило миссионерскую деятельность на Огненной Земле и Фолклендских островах. Сын Гардинера, Аллен Гардинер младший продолжает дело отца и в 1860 основывает миссионерскую станцию в Лоте.

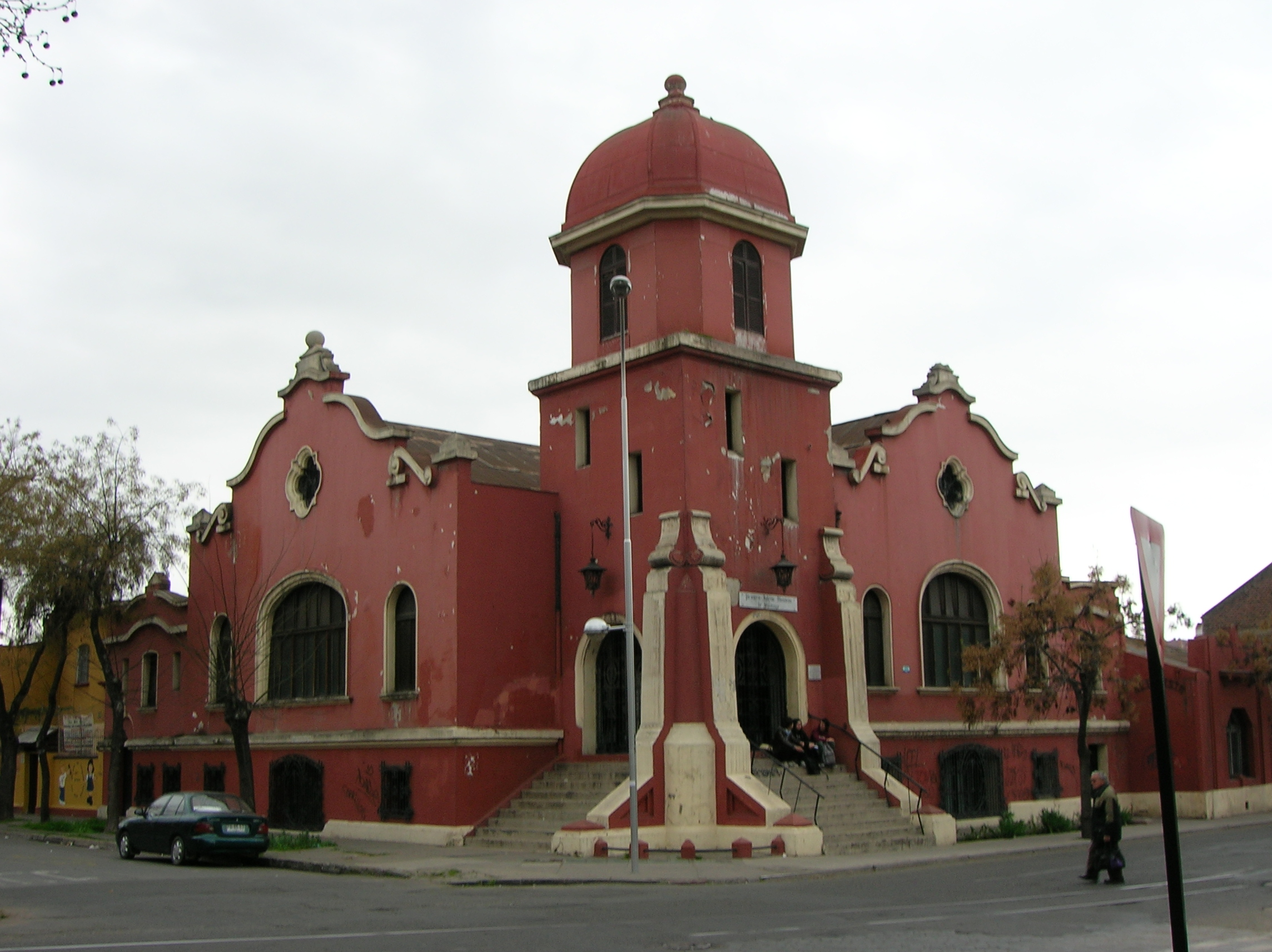
Методистская церковь в Сантьяго

В 1845 году в Вальпараисо прибыл конгрегационалистский миссионер Дэвид Трамбулл. Первоначально, Трамбуллу было разрешено проведение религиозных служб лишь на борту английских и американских кораблей, находящихся в гаване Вальпараисо, однако впоследствии, власти позволили миссионеру построить Вефильскую часовню на берегу. В 1862 году другой конгрегационалист, Натаниэль Гилберт, прибыл в Сантьяго и основал англоязычную церковь в столице страны.
В 1846 году в Чили прибыли первые немецкие иммигранты-лютеране. Начало методистской церкви восходит к служению Уильяма Тейлора, начавшего ряд школ в Боливии и Чили. К концу XIX века методисты набирают и подготавливают национальных (испаноговорящих) пасторов, что обуславливает быстрый рост методистской церкви в первое десятилетие XX века.
Баптистские миссионеры под руководством Даниэля Макдональда (1852—1939) начали служение среди немецких иммигрантов недалеко от Темуко в 1884 году; первая баптистская церковь была создана в 1892 году. В 1907 году был сформирован Евангельский баптистский союз Чили (ныне — Союз евангельских баптистских церквей Чили). Раскол 1940 года привёл к созданию Национальной баптистской церкви.
В 1894 году в Чили прибыли первые адвентистские миссионеры. Через два года им удалось обратить первого верующего (англичанина). В 1907 году в стране была сформирована Национальная конференция церквей.
В 1897 году среди чилийских арауканов начинают миссию перфекционисты из Христианского и миссионерского альянса.
В октябре 1909 года «офицер» Армии Спасения Уильям Бонне начал служение в Вальпараисо. В том же году Армия открывает свой первый корпус в столице Сантьяго.

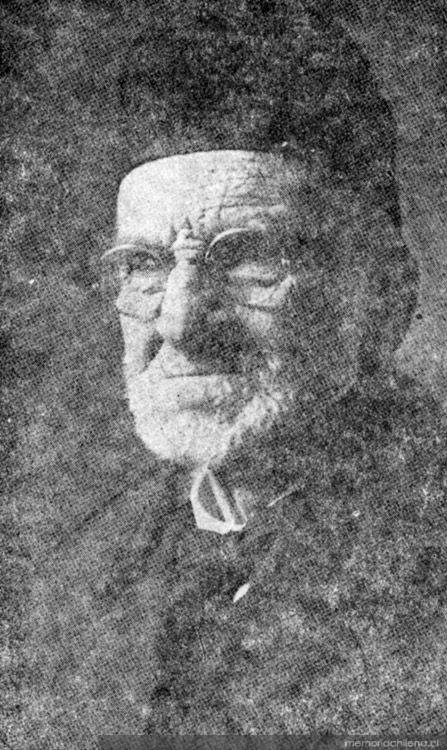
Уиллис Гувер, «Отец чилийских пятидесятников»

Рождение пятидесятнической церкви в Чили связано с именем Уиллиса Гувера, методистского миссионера в Вальпараисо. В 1907 году супруги Гуверы получили по почте книгу, рассказывающую о пятидесятническом движении в Индии. Пережив опыт крещения Духом Святым, Гувер основывает Методистскую пятидесятническую церковь. Уже в 1913 году от церкви отделилась группа сформировавшая Церковь Господа; впоследствии пятидесятники пережили ещё ряд расколов, приведших к созданию Евангельской церкви братьев (1925), Апостольской церкви Господа (1930), Евангелической пятидесятнической церкви (1933), Евангельской корпорации Викартуры (1933), Пятидесятнической церкви южного Чили (1933), Евангелической армии Чили (1933), Христианской церкви апостольской веры (1934), Христианской церкви, Побеждающей Его Кровью (1936), Христианской евангелической церкви (1936), Апостольской пятидесятнической церкви (1938), Апостольской христианской миссии (1938), Пятидесятнической христианской церкви (1942), Свободной апостольской христианской церкви (1943), Пятидесятнической церкви Чили (1946), Национальной евангелической церкви Христа (1946), Пятидесятнической евангельской методистской церкви, собирающейся во имя Христа (1950), Пятидесятнической церкви Бога (1951), Пятидесятнической евангельской христианской миссии (1953), Пятидесятнической евангельской корпорации (1956) и др. Одновременно, в Чили начинают служение международные пятидесятнические церкви — Церковь четырёхугольного Евангелия (1940), Ассамблеи Бога (1941), Церковь Бога (1954), Объединённая пятидесятническая церковь (1964), Пятидесятническая церковь святости (1967), Церковь Бога пророчеств (1975), Церковь открытого библейского стандарта (1982) и др. В ходе мощного духовного пробуждения, начавшегося в Чили в 1940-х годах, пятидесятники становятся крупнейшей протестантской конфессией страны. К началу 1980-х годов они составляют 10 % населения этой латиноамериканской страны (почти 1 млн верующих).
С 1949 году в Чили действуют Ученики Христа, с 1962 — Церковь Назарянина. В начале 1980-х годов церковь меннонитов в провинции Альберта (Канада) начала служение среди чилийских беженцев; в 1984 году в Чили были отправлены первые миссионеры. В 1990 году государство официально признала Евангельскую меннонитскую церковь Чили.

## Современное состояние

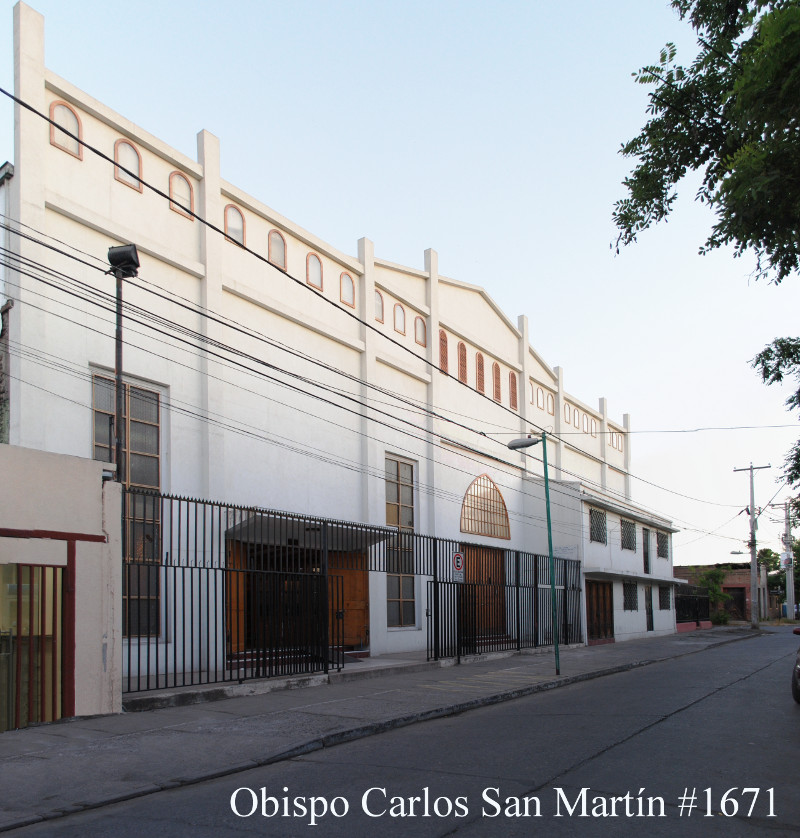
Пятидесятническая церковь в Сантьяго

Подавляющее большинство чилийских протестантов (90 % или 2,5 млн) относятся к пятидесятническому движению. Самые крупные пятидесятнические церкви — Пятидесятническая методистская церковь (720 тыс. в середине 1990-х) и Евангелическая пятидесятническая церковь Чили (571 тыс. в середине 1990-х). Среди международных пятидесятнических движений следует назвать Церковь Бога (30 тыс.), Ассамблеи Бога (16 тыс.), Международную церковь четырёхугольного Евангелия (15 тыс.), Объединённую пятидесятническую церковь (3,5 тыс.), Церковь открытого библейского стандарта (3 тыс.) и Церковь Бога пророчеств (1,2 тыс.).
Церковь адвентистов седьмого дня сообщает о 125 тыс. членах в Чили, объединённых в 565 приходов (2011 год).
Союз евангельских баптистских церквей Чили насчитывает 55 тыс. человек и 437 приходов; Национальная баптистская церковь — 2,5 тыс. человек и 51 приход.
Движение святости представлено в Чили Христианским и миссионерским альянсом (43 тыс.), назарянами (2,7 тыс.) и Церковью Бога (Андерсон, Индиана; 100 верующих).
Лютеране представлены Лютеранской церковью в Чили (10 тыс.), Евангелической лютеранской церковью в Чили (3 тыс.) и Евангелической лютеранской церковью в республике Чили (350 человек). Пресвитериане (21 тыс.) объединены в 8 различных союзов. Среди других групп следует назвать методистов (13 тыс.), Учеников Христа (9 тыс.), англикан (6 тыс.), Армию Спасения (5 тыс.), плимутских братьев (5 тыс.), Новоапостольскую церковь (2 тыс.) и меннонитов (1,2 тыс.).
Значительное число чилийских протестантов объединены в консультативный орган — Христианское братство церквей в Чили (с 1981 года). Пять церквей Чили (лютеранская, методистская и 3 пятидесятнических) входят во Всемирный совет церквей.

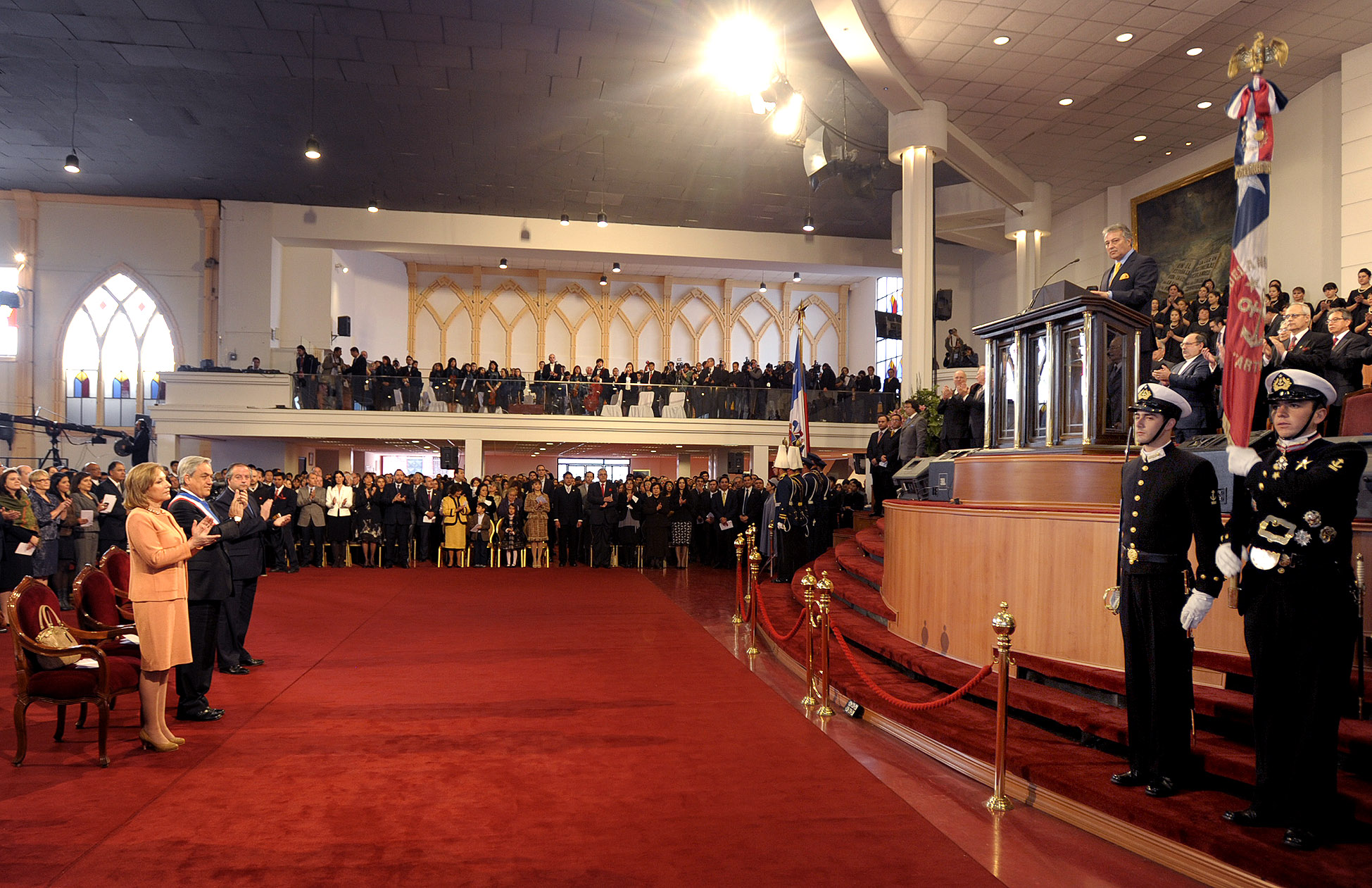
Евангельский кафедральный собор. В первом ряду президент Чили Себастьян Пиньера с супругой

## Дополнительные факты
Крупнейшим религиозным зданием страны является Евангельский кафедральный собор Чили (ранее — церковь Йотабече). Пятидесятнический храм, открытый в 1974 году, имеет 6 тыс. посадочных мест и объявлен национальным историческим памятником.
В 2008 году президент Чили Мишель Бачелет учредила государственный праздник Национальный день евангельских протестантских церквей. Праздник отмечается в конце октября, в память о начале Реформации 31 октября 1517 года.
Протестантский пастор является одним из трёх священников (наряду с католическим и иудейским), которые служат во дворце Ла-Монеда — официальной резиденции президента Чили.